# Нью-Гоуп (Міссісіпі)
Нью-Гоуп (англ. New Hope) — переписна місцевість (CDP) в США, в окрузі Лаундс штату Міссісіпі. Населення — 3161 особа (2020).

## Географія
Нью-Гоуп розташований за координатами 33°27′26″ пн. ш. 88°20′35″ зх. д. / 33.45722° пн. ш. 88.34306° зх. д. (33.457264, -88.343180).  За даними Бюро перепису населення США в 2010 році переписна місцевість мала площу 13,08 км², з яких 13,06 км² — суходіл та 0,02 км² — водойми.

## Демографія
Згідно з переписом 2010 року, у переписній місцевості мешкали 3193 особи в 1165 домогосподарствах у складі 928 родин. Густота населення становила 244 особи/км².  Було 1234 помешкання (94/км²).
Расовий склад населення:
| - 87,8 % — білих - 11,2 % — чорних або афроамериканців - 0,2 % — корінних американців - 0,2 % — азіатів |

До двох чи більше рас належало 0,6 %. Частка іспаномовних становила 1,0 % від усіх жителів.
За віковим діапазоном населення розподілялося таким чином: 28,9 % — особи молодші 18 років, 61,2 % — особи у віці 18—64 років, 9,9 % — особи у віці 65 років та старші. Медіана віку мешканця становила 35,5 року. На 100 осіб жіночої статі у переписній місцевості припадало 97,3 чоловіків;  на 100 жінок у віці від 18 років та старших — 90,4 чоловіків також старших 18 років.
Середній дохід на одне домашнє господарство  становив 72 199 доларів США (медіана — 63 730), а середній дохід на одну сім'ю — 78 515 доларів (медіана — 66 349). Медіана доходів становила 58 000 доларів для чоловіків та 35 216 доларів для жінок. За межею бідності перебувало 5,6 % осіб, у тому числі 5,3 % дітей у віці до 18 років та 5,0 % осіб у віці 65 років та старших.
Цивільне працевлаштоване населення становило 1507 осіб. Основні галузі зайнятості: освіта, охорона здоров'я та соціальна допомога — 21,6 %, виробництво — 17,3 %, будівництво — 12,3 %, транспорт — 11,3 %.